# Ворота Адриана
Воро́та Адриа́на (тур. Hadrian Kapısı, тур. Üçkapılar, Учкапыла́р) — триумфальная арка в городе Анталья (Турция), возведённая в честь римского императора Адриана, посетившего Анталию в 130 году. Это единственные сохранившиеся входные ворота стен, окружавших город и гавань. Впервые описаны ирландско-британским гидрографом контр-адмиралом сэром Фрэнсисом Бофортом в 1817 году.
Ворота Адриана состоят из двух колоннадных фасадов, трёх въездных арок, возвышающихся над четырьмя пилонами, и башен, стоящих по обе стороны. В высоту ворота составляют около 8 метров. Южная башня, известная как Юлия Санкта, относится к римской эпохе, но, вероятно, была построена независимо от ворот. Нижняя часть Северной башни относится к римским временам, но её верхняя часть была перестроена в первой половине XIII века во время правления сельджукского султана Алаадина Кейкубада I и содержит надпись, выполненную арабской вязью.
За исключением восьми гранитных колонн (по четыре с каждой стороны) сооружение полностью построено из белого мрамора. Арочные своды украшены цветочными и розеточными рельефами. Первоначально ворота состояли из двух уровней, и хотя мало что известно о верхнем, считается, что на нём располагались статуи императора и его семьи. Антаблемент составляет в высоту 1,28 метра. Он включает в себя фриз, декорированный цветочными мотивами, и богато украшенный карниз с львиными головами.
Раньше ворота Адриана были инкорпорированы в городскую стену и не использовались в течение многих лет. Вероятно, именно по этой причине сооружение хорошо сохранилось. В 1950-х годах стены были разрушены, а ворота были реконструированы в 1959 году. Тротуар был снят, чтобы показать оригинальную дорогу римской эпохи. На ней можно увидеть глубокие борозды от многочисленных тележек, проезжавших через городские ворота.
Во время реконструкции у подножия ворот были найдены бронзовые буквы, которые были частью надписи в честь Адриана. С 2017 года буквы разделены между различными музеями и частными коллекциями по всему миру. Девять букв находятся в Вене, две в Берлине, а некоторые в Англии: в Британском музее в Лондоне и в Музее Эшмола в Оксфорде.